# Solidarnost'
Il Movimento Democratico Unito "Solidarnost'" (in russo Объединённое демократическое движение «Солидарность»; ОДД «Солидарность»?; Obyedinonnoye demokraticheskoye dvizheniye «Solidarnost», ODD "Solidarnost"), abbreviato ODD "Solidarnost'" (russo per "Solidarietà", dal nome del sindacato e partito polacco Solidarność), è un movimento politico russo liberaldemocratico fondato il 13 dicembre 2008 da membri dell'opposizione liberaldemocratica a Vladimir Putin, tra cui Garry Kasparov, Vladimir Bukovskij, Boris Nemtsov, Lev Ponomarev, Il'ja Jašin, Aleksandr Podrabinek, Vladimir Kara-Murza, Oleg Orlov e altri. 
I fondatori erano provenienti da Jabloko e Unione delle Forze di Destra (che si era appena fusa con due partiti filo-Cremlino, il Partito Democratico di Russia e Potere Civile, per formare il partito pseudo-liberaldemocratico-socialdemocratico filo-Cremlino Russia Giusta), dal gruppo dei leader della Marcia dei Dissidenti, e da Comitato 2008, Unione Democratica Popolare, il Fronte Civico Unito e L'Altra Russia, oltre che da altri gruppi politici.
Solidarnost è anche un gruppo per i diritti umani e non è mai divenuto un vero e proprio partito politico a causa della registrazione che è stata negata dalle autorità. Fu uno degli ultimi tentativi di un'opposizione unica al regime russo.

## Storia
In precedenza, tentativi di unire l'opposizione erano stati intrapresi dalle organizzazioni del Comitato 2008, del Fronte Civico Unito, dell'Altra Russia, dell'Assemblea Nazionale della Federazione Russa, e da molti anni di tentativi di stabilire un dialogo tra l'SPS e il Partito Democratico Unito Russo "Yabloko". In un apparente tentativo di indebolire il movimento poco prima della sua fondazione, il Presidente Dmitri Medvedev ha nominato l'ex leader dell'Unione delle Forze di Destra Nikita Belykh governatore dell'Oblast di Kirov. Come riportato dall'International Herald Tribune, Belykh "ha cercato di spiegare la sua decisione sostenendo che avrebbe potuto fare di più collaborando con il Cremlino. Ha detto che avrebbe dimostrato che qualcuno con idee progressiste può avrebbe avuto successo nel governo", mentre affermava che "Quando non hai niente, quando non riesci nemmeno ad avvicinarti alle elezioni, quando tutte le tue strade vengono tagliate, allora non puoi avere un partito politico".
Il movimento, seppur ridimensionato, esiste tuttora in maniera legale e si oppone al regime di Putin e all'invasione russa dell'Ucraina del 2022. Molti suoi appartenenti ancora in vita sono esiliati o incarcerati.

## Partecipanti
Il movimento Solidarnost' comprendeva nel 2013 le seguenti forze:
- Comitati contro la guerra, che uniscono i manifestanti contro la guerra e la tortura nel Caucaso[7]
- Ex membri dell'Unione delle Forze di Destra
- Radicali Liberi - Movimento Libertario
- Oborona - movimento civico
- Unione di solidarietà con i prigionieri politici[8]
- Movimento "Per i diritti umani"[9]
- altre organizzazioni democratiche e per i diritti umani
- Movimento Democratico Giovanile "Vesna"
- Fronte Civile Unito guidato da Garry Kasparov

Ha avuto collaborazioni con il Partito della Libertà Popolare, Jabloko, Russia del Futuro di Aleksej Naval'nyj, Movimento per la difesa dei diritti degli elettori "Golos" ("voce") e Open Russia di Mikhail Khodorkovsky.

## Programma
Nel 2010, nel 2013 e nel 2015 Solidarnost ha definito così il suo programma:

1. DEPUTINIZZAZIONE - Dimissioni di Putin; indagine sulle attività dei funzionari corrotti della sua cerchia e dell'intero settore verticale; l'adozione di una legge sulla "lustrazione" (epurazione simile a denazificazione e decomunistizzazione) e sulle sanzioni internazionali per tutti i funzionari che hanno violato la Costituzione e le leggi russe.
2. POTERE DEL POPOLO - abolizione della censura; elezioni libere; ritorno delle elezioni libere e dirette dei governatori e dei sindaci; ripristino del federalismo e dell'autonomia locale.
3. LOTTA CONTRO LA CRIMINALITÀ - tribunali indipendenti, profonda riforma del Ministero degli Interni, della giustizia e dei servizi speciali, epurazioni del personale in queste agenzie; liberazione dei prigionieri politici; ridurre della metà, di 600 mila unità, il numero dei funzionari governativi; abolizione delle corporazioni statali e indagini sulla corruzione in Gazprom, Transneft e altri monopoli statali.
4. STANDARD DI VITA EUROPEI - esercito professionale; istruzione secondaria gratuita e istruzione superiore accessibile; un'assicurazione sanitaria efficace e conveniente; riduzione delle imposte sul settore non legato alle risorse; aumento delle tasse su Gazprom e altre aziende di materie prime; politica ambientale.

## Membri celebri e simpatizzanti

Sezioni regionali

- Garry Kasparov
- Boris Nemtsov
- Nikita Belykh
- Il'ja Jašin
- Vladimir Bukovsky
- Aleksandr Podrabinek
- Lev Ponomaryov
- Vladimir Milov
- Roman Dobrokhotov
- Maksim Reznik
- Vladimir Kara-Murza
- Vladimir Kara-Murza sr.
- Aleksej Gorinov
- Oleg Orlov
- Aleksandr Skobov
- Ksenija Fadeeva
- Grigorij Melkonyants
- Mark Fejgin
- Sergej Davidis
- Anna Karetnikova
- Ksenija Sobčak